# Помурський регіон
Помурський регіон (словен. Pomurska regija) — статистичний регіон в східній Словенії. Це переважно сільськогосподарський регіон, що спеціалізується на вирощуванні польових культур. Географічне положення й інфраструктура поставили його в невигідне становище, і цей регіон Словенії з найнижчим ВВП на душу населення і найвищим рівнем зареєстрованого безробіття.

## Общини
До складу регіону входять такі общини:
Апаче, Белтинці, Цанкова, Чреншовці, Добровник, Горня Радгона, Горні Петровці, Град, Ходош, Кобилє, Крижевці, Кузма, Лендава, Лютомер, Моравське Топлице, Мурська Собота, Одранці, Пуцонці, Раденці, Разкрижє, Рогашовці, Светий Юрій-об-Щавниці, Шаловці, Тишина, Турнище, Велика Полана, Вержей.

## Демографія
Населення: 122 717 осіб.

## Економіка
Структура зайнятості: 41,2 % — сфера послуг, 44,8 % — промисловість, 14,0 % — сільське господарство.

## Туризм
Регіон привертає 7,8 % загального числа туристів у країні, найбільше зі Словенії (52 %).